# 해주비행장
해주비행장(海州飛行場, 영어: Haeju Airport)은 조선민주주의인민공화국 황해남도 해주시의 동남부 해안에 위치한 공항이다.
조선인민군이 관리하고 일반적으로 군사기지로 운영되며, 극히 제한적으로 민항의 화물 운송에 쓰인다. 길이가 2,000 m인 활주로 1본이 있는데, 비포장 활주로이다.

## 운항 노선

### 화물 노선
| 항공사   | 목적지         |
| -------- | -------------- |
| 고려항공 | 부정기편: 평양 |